# Festival de Teatro da Amazônia
O Festival de Teatro da Amazônia é um festival de teatro brasileiro realizado no município de Manaus, capital do estado do Amazonas. O festival realiza-se anualmente no mês de outubro, ocorrendo no Teatro Amazonas.